# Phil Traill
Phil Traill (Nova Jersey, 6 de junho de 1973) é um diretor e roteirista de televisão estadunidense.

## Filmografia

### Cinema
| Ano  | Filme           | Diretor | Roteirista |
| ---- | --------------- | ------- | ---------- |
| 2006 | Opal Dream      |         | Sim        |
| 2009 | All About Steve | Sim     |            |
| 2011 | Chalet Girl     | Sim     |            |

### Televisão
| Ano     | Programa                   |
| ------- | -------------------------- |
| 2009-10 | 10 Things I Hate About You |
| 2009-11 | Men of a Certain Age       |
| 2009-   | Cougar Town                |